# Siegersdorf bei Herberstein
Siegersdorf bei Herberstein war eine Gemeinde mit 293 Einwohnern (Stand: 1. Jänner 2024) im Gerichtsbezirk Fürstenfeld und im politischen Bezirk Hartberg-Fürstenfeld in der Steiermark in Österreich. Im Rahmen der Gemeindestrukturreform in der Steiermark ist sie seit 2015 mit den Gemeinden Kaibing, Blaindorf, Sankt Johann bei Herberstein und Hirnsdorf zusammengeschlossen.
Die daraus entstandene neue Gemeinde trägt den neuen Namen Feistritztal. Grundlage dafür war ein gemeinsamer Antrag dieser Gemeinden.
Die Grenzen der Bezirke Hartberg-Fürstenfeld und Weiz wurden so geändert, dass die neue Gemeinde vollständig im Bezirk Hartberg-Fürstenfeld liegt.

## Flora
An den Felsen der Geierwand und an jenen des Kranzerls gegen die Feistritzklamm wachsen zwei seltene Pflanzenarten: die Hauswurz und vor allem die Herbersteinprimel oder Steinveigerl (lateinisch Primula villosa var. commutata). Sie blüht im Frühjahr jeden Jahres und ihr Bestand ist durch das Naturschutzgesetz gesichert.

## Geografie

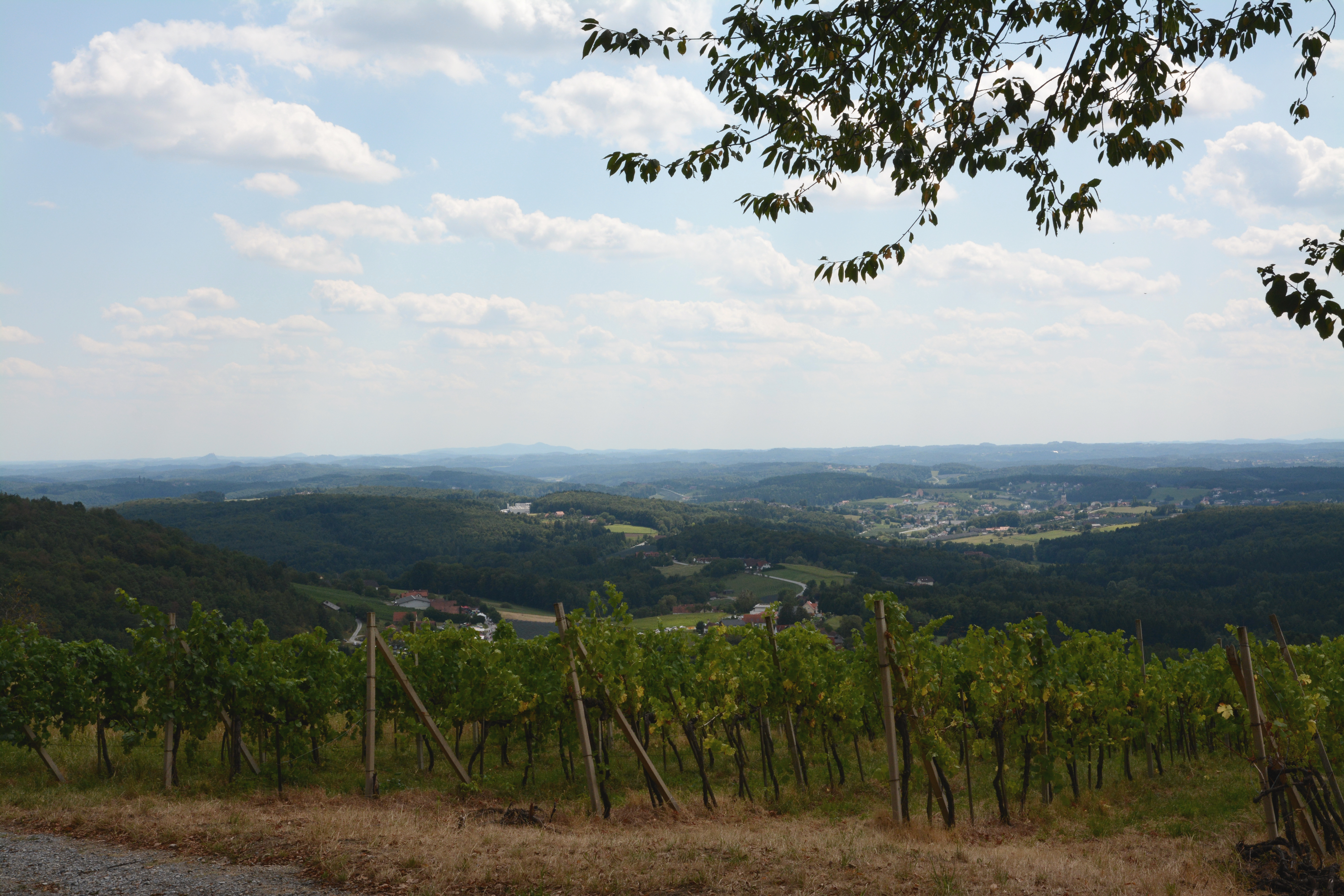
Siegersdorf Weinbergweg

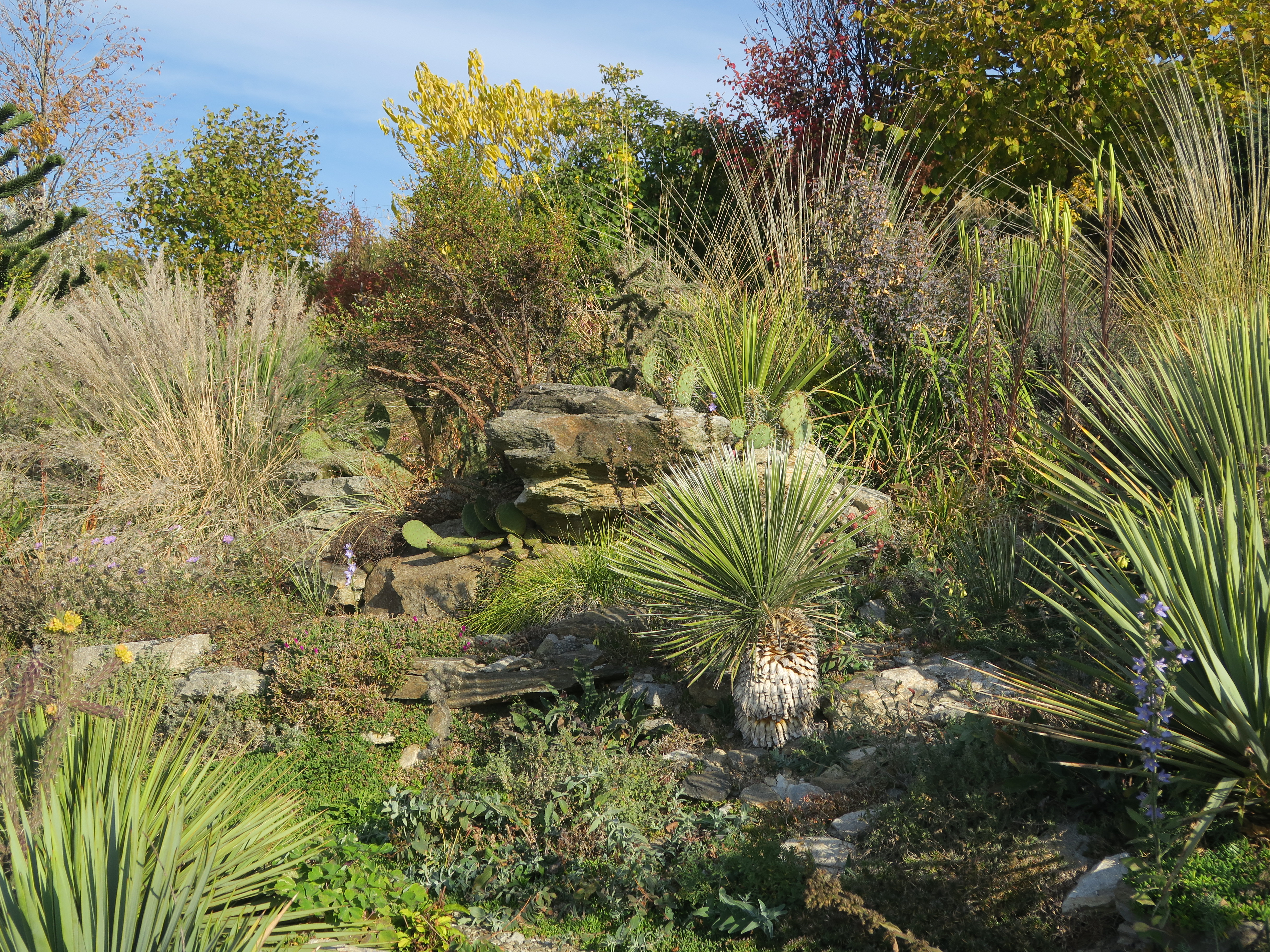
Der Wüstengarten

### Geografische Lage
Siegersdorf bei Herberstein liegt im Bezirk Hartberg-Fürstenfeld rund 17 km südwestlich der Bezirkshauptstadt Hartberg und etwa 45 km nordwestlich der Landeshauptstadt Graz. Siegersdorf liegt südlich der Feistritz, die im Nordosten die Grenze zur Nachbargemeinde Stubenberg am See bildet. Auf dem gegenüberliegende Ufer befindet sich hier das Schloss Herberstein, das im Namenszusatz erwähnt wird.

### Ausdehnung des ehemaligen Gemeindegebiets
Das Gebiet erstreckt sich am Nordrand des oststeirischen Hügellandes im Wesentlichen auf dem östlichen Ausläufer des 976 m hohen Kulm, der sich selbst nicht im Gemeindegebiet befindet, sondern etwa einen Kilometer westlich davon. Dadurch fällt das Gebiet von ca. 800 m ü. A. im Westen bis auf ca. 440 m ü. A. an der Feistritz im Osten ab. Hier bildet die markant eingeschnittene Feistritzklamm einen bewaldeten und unbesiedelten Grenzgürtel. Im Norden reicht die Gemeinde bis auf wenige Meter an den Stubenbergsee heran, von dem aus der Kulmbach die Grenze zu Stubenberg am See bildet. Der Süden und der Westen der Gemeinde sind von durch markante Geländekanten geprägt, die durch mehrere Zweige der sogenannten Dürrfeistritz gebildet werden, die als Römerbach bei Gersdorf in die Feistritz mündet.

### Gliederung
Siegersdorf bei Herberstein umfasste nur die Katastralgemeinde Siegersdorf mit den Siedlungen Bergl, Hinteregg, Hoferberg, Kalch, Klamm und Siegersdorf selbst.

## Bevölkerungsentwicklung der ehemaligen Gemeinde
| Jahr      | 1869 | 1880 | 1890 | 1900 | 1910 | 1923 | 1934 | 1939 |
| --------- | ---- | ---- | ---- | ---- | ---- | ---- | ---- | ---- |
| Einwohner | 264  | 273  | 296  | 281  | 273  | 287  | 277  | 290  |
| Jahr      | 1951 | 1961 | 1971 | 1981 | 1991 | 2001 | 2011 | 2013 |
| Einwohner | 270  | 284  | 276  | 295  | 297  | 305  | 290  |      |

## Religionen
Siegersdorf bei Herberstein gehört zur katholischen Pfarre Sankt Johann bei Herberstein.

## Politik

### Gemeinderat
Die letzten Gemeinderatswahlen brachten die folgenden Ergebnisse:
| Partei          | 2010    | 2010    | 2010    | 2005 | 2005 | 2005 | 2000 | 2000 | 2000 | 1995 | 1995 | 1995 | 1990 | 1990 | 1990 |
| Partei          | Stimmen | %       | Mandate | St.  | %    | M.   | St.  | %    | M.   | St.  | %    | M.   | St.  | %    | M.   |
| --------------- | ------- | ------- | ------- | ---- | ---- | ---- | ---- | ---- | ---- | ---- | ---- | ---- | ---- | ---- | ---- |
| ÖVP             | 148     | 72,2    | 7       | 143  | 69   | 6    | 161  | 82   | 8    | 128  | 65   | 6    | 152  | 75   | 7    |
| SPÖ             | 57      | 27,8    | 2       | 64   | 31   | 3    | 36   | 18   | 1    | 69   | 35   | 3    | 52   | 25   | 2    |
| Wahlbeteiligung | 83,53 % | 83,53 % | 83,53 % | 88 % | 88 % | 88 % | 91 % | 91 % | 91 % | 93 % | 93 % | 93 % | 93 % | 93 % | 93 % |

### Bürgermeister
Letzter Bürgermeister war Maximilian Haas (ÖVP), Vizebürgermeister Manfred Kahlbacher (ÖVP), Gemeindekassier Günter Schneeberger (SPÖ).

### Wappen
Die Verleihung des Gemeindewappens erfolgte mit Wirkung vom 1. Juni 1998.

Blasonierung (Wappenbeschreibung):
„In einem von Blau und Rot durch eine goldene Weinrebe mit vier Blättern und drei Trauben schräglinks geteilten Schild ein goldener Löwe mit rückgewendetem, doch herschauendem Haupt.“

## Wirtschaft und Infrastruktur
Wirtschaftlich richtet sich Siegersdorf bei Herberstein an den Nachbargemeinden Pischelsdorf in der Steiermark und Stubenberg am See aus, da die Gemeinde aufgrund ihrer ländlichen Struktur und schlechten Erschließung für den Individualverkehr kaum Arbeitsplätze und größere Einkaufsmöglichkeiten bietet. Von den 141 Erwerbstätigen am Arbeitsort sind 114 (81 %) nicht in der Gemeinde selbst beschäftigt, da im Gemeindegebiet lediglich 33 Arbeitsplätze zur Verfügung stehen (Stand: 15. Mai 2001).

### Verkehr
Durch das Gemeindegebiet führt keine Landesstraße. Die Wechsel Straße B 54 von Hartberg nach Gleisdorf ist etwa vier Kilometer entfernt, die Feistritzklammstraße L 409 führt im Osten am Gemeindegebiet vorbei.
Im Umkreis von zehn Kilometern befindet sich kein Bahnhof.
Der Flughafen Graz ist ca. 45 km entfernt.

### Ansässige Unternehmen
Siegersdorf bei Herberstein hat überwiegend landwirtschaftliche Betriebe. In der Ortschaft Hoferberg wird fast ausschließlich  Weinbau betrieben.

### Bildung
Im Gemeindegebiet befindet sich keine Schule. Die zuständige Volksschule ist in Sankt Johann bei Herberstein in etwa drei Kilometern Entfernung.

### Tourismus
Siegersdorf bei Herberstein ist Mitglied in der Tourismusregion Apfelland-Stubenberg.

## Kultur und Sehenswürdigkeiten

### Vereine
Viele Bewohner sind Mitglied in pfarrlichen Vereinen wie dem Musikverein und dem Kameradschaftsbund von Sankt Johann bei Herberstein. Sehr aktiv ist der Kulturverein. Unter dem Namen Siegersdorfer Kulturschmaus „Genießen mit allen Sinnen“ wird seit der Gründung im Jahre 2004 jährlich ein Konzert durchgeführt.
- Der Verein Weinlehrpfad war maßgeblich an der Errichtung eines Weinlehrpfad-Wanderweges beteiligt. Dieser Weinlehrpfad führt großteils auf bestehenden Wegen und Wanderwegen und ist ein Verbindungsweg zwischen dem Wandenweg 771, den Weingärten, unserer Weinbaubetriebe / Buschenschenken, Nächtigungsbetriebe, der Römerweinstraße, den Hl. Grabkapellen, dem Gemeindezentrum und dem Kneipp-Biotop.

### Parks
Siegersdorf bei Herberstein liegt im Landschaftsschutzgebiet Nr. 40: Herbersteinklamm-Stubenbergsee.
Nahe der Ortschaft Klamm befindet sich ein etwa drei Hektar großes Rotwildgehege.

### Naturdenkmäler
Der Osten des Gemeindegebiets bietet mit dem Aussichtspunkt Geierwand, der einen schönen Ausblick auf das Stubenberger Becken bietet, und der Feistritzklamm, die in diesem Abschnitt nahe dem Schloss Herberstein auch Herbersteinklamm genannt wird, zwei Sehenswürdigkeiten. Ein weiterer Aussichtspunkt im äußersten Osten der Gemeinde ist das Kranzerl – ein Felsvorsprung hoch über dem Schloss Herberstein am gegenüberliegenden Ufer der Feistritz.